# Palestine Action
Palestine Action est un réseau de protestation pro-palestinien qui utilise des tactiques d'action directe pour perturber et faire fermer les marchands d'armes multinationaux. Le groupe cible en particulier les activités basées au Royaume-Uni qui fournissent des armes utilisées dans le conflit israélo-palestinien. Palestine Action utilise des méthodes de désobéissance civile incluant  l'occupation de locaux et la destruction de biens, qui ont souvent abouti à l'arrestation de ses membres. Palestine Action décrit ses actions comme « non violentes mais perturbatrices », et affirme n'avoir jamais blessé personne. 
Au Royaume-Uni, le groupe est classé depuis juillet 2025 comme « organisation terroriste » après des actes de vandalisme sur une base de l’armée de l’air ; l'ONU a jugé cette interdiction disproportionnée, et elle est contestée en justice. Des centaines de sympathisants du mouvement sont ensuite détenus par la police.

## Actions

### En France
Le 1er février 2024, un groupe de 6 personnes se réclamant de Palestine Action taguent le siège du groupe d'armement français Thalès de « Free Palestine », « Thalès complice génocide », « Stop arming Israel PA ». Le 27 mai 2025, avec une septième personne, ils sont jugés à la suite de la plainte de Thalès pour '« dégradation ou détérioration légère d’un bien par inscription, signe ou dessin commise en réunion. » Le groupe accusé fait intervenir comme témoins Rony Brauman, ancien président de MSF, et Tony Fortin, chargé d’études à l’Observatoire des armements qui expliquent les liens commerciaux qu’entretient l’entreprise d’armement avec Israël, accusé de violer le droit international.

### Au Royaume-uni
Palestine Action est fondée le 30 juillet 2020 lorsque des militants entrent par effraction et peignent à la bombe l'intérieur du siège britannique d'Elbit Systems à Londres.
Le 19 mai 2021, lors de la crise israélo-palestinienne de 2021, quatre membres du groupe vêtus de combinaisons rouges grimpent sur le toit d'une usine de drones appartenant à Elbit Systems dans le Meridian Business Park, à Leicester,,. L'occupation dure six jours et un total de dix arrestations sont effectuées pour complot en vue de commettre des dommages criminels et intrusion aggravée.
Le groupe organise des occupations similaires sur les sites d'Elbit Systems à Bristol, à Oldham en collaboration avec Extinction Rebellion,, et à Tamworth en collaboration avec Animal Rebellion (en).
Le 10 juin 2021, trois manifestants du groupe « ont pris d'assaut, escaladé et occupé » une usine de fabrication de drones APPH à Runcorn. Les militants enduisent l'extérieur de peinture rouge, démonte les drones et les machines aéronautiques et détruit les fenêtres de l'usine,. Le lendemain, les trois militants sont arrêtés, soupçonnés de dommages criminels et d'intrusion aggravée.
Le 14 juin, quatrième anniversaire de l'incendie de Grenfell, une manifestation d'occupation similaire est organisée dans une usine Arconic située dans la zone de Kitts Green à Birmingham par trois manifestants. Arconic fournissait le revêtement qui a permis la transmission rapide du feu à travers la tour Grenfell et, selon Palestine Action, aurait fourni « du matériel pour les avions de combat israéliens ». L'occupation prend fin deux jours plus tard lorsque deux militants sont arrêtés sur le toit du bâtiment. Un militant est placé en détention provisoire et a entame immédiatement une grève de la faim. Il déclare qu'il mettrait fin à sa grève si l'une des quatre conditions était remplie : la libération des manifestants de Palestine Action ; l'expulsion d'Elbit de son siège londonien par la société immobilière LaSalle Investment Management ; la fermeture de toutes les opérations britanniques d'Elbit Systems ; ou la publication par le gouvernement de toute la correspondance et des documents relatifs à ses relations avec Elbit et ses filiales.
En avril 2022, deux manifestants de Palestine Action s'enchaînent aux portes d'une usine de drones d'UAV Tactical Systems Ltd, une filiale d'Elbit Systems, à Braunstone. D'autres militants se rassemblent à proximité avec des pancartes indiquant « Palestine libre ». Trois manifestants sont arrêtés. Un porte-parole du groupe déclare que « l'action directe ne cessera pas tant que tous les sites d'Elbit ne seront pas fermés ».
En novembre 2023, des militants de Palestine Action peignent des messages sur le bureau de Leonardo à Eagle Place, Piccadilly. Deux hommes sont arrêtés et soupçonnés de dommages criminels aggravés par la race, ils font l'objet d'une enquête pour crime de haine.
En janvier 2024, Palestine Action vandalise un bureau de Kuehne + Nagel à Milton Keynes en brisant les fenêtres et en aspergeant le bâtiment de peinture. Palestine Action déclare avoir ciblé l’entreprise parce qu’elle aide à la livraison d’armes à Israël. En janvier 2024, des militants de Palestine Action sont suspectés d'avoir eu l'intention de cibler la Bourse de Londres en endommageant le bâtiment et en empêchant le commerce. Six personnes sont arrêtées pour ce complot présumé de perturbation.
En mars 2024, Palestine Action revendique sa responsabilité après qu'une de ses militantes a peint au pistolet un portrait d'Arthur James Balfour, peint en 1914 par Philip Alexius de László et exposé au Trinity College de Cambridge. Les militants ont vandalisé le tableau afin de critiquer la Déclaration Balfour du 2 novembre 1917 rédigée par Arthur James Balfour, qui promet de bâtir « un foyer national pour le peuple juif »,.
L’association a cessé ses actions directes au printemps 2025. 

## Répression
En juillet 2025, les parlementaires britanniques votent en faveur de l’interdiction de Palestine Action, désormais considéré comme une «  organisation terroriste » par l’État britannique, après qu'un groupe de ses militants s'est introduit sur la base aérienne de la Royal Air Force (Brize Norton) et a maculé de peinture rouge deux Airbus A330 MRTT,. Cette interdiction a été jugée « disproportionnée » par l’ONU, ses experts estimant que « de simples dommages matériels, sans mise en danger de la vie d’autrui, ne sont pas suffisamment graves pour être qualifiés de terrorisme ». Le groupe a également reçu le soutien d'Amnesty International, et de Sally Rooney,. L’interdiction est contestée en justice, mais l'organisation reste interdite jusqu'à un examen complet de la décision du ministre de l'Intérieur devant la Haute Cour en novembre.
En juillet, des centaines de personnes, dont un prêtre et un certain nombre de professionnels de la santé, sont arrêtées pour avoir participé à des manifestations de soutien au mouvement'.
Le 9 août, 522 personnes sont arrêtées à Londres pour avoir manifesté leur soutien à ce groupe interdit en brandissant des pancartes « Je m’oppose au génocide, je soutiens Palestine Action ».